# Aframomum daniellii
Aframomum daniellii är en enhjärtbladig växtart som först beskrevs av Joseph Dalton Hooker, och fick sitt nu gällande namn av Karl Moritz Schumann. Aframomum daniellii ingår i släktet Aframomum och familjen Zingiberaceae. Inga underarter finns listade i Catalogue of Life.